# Lednica 2000

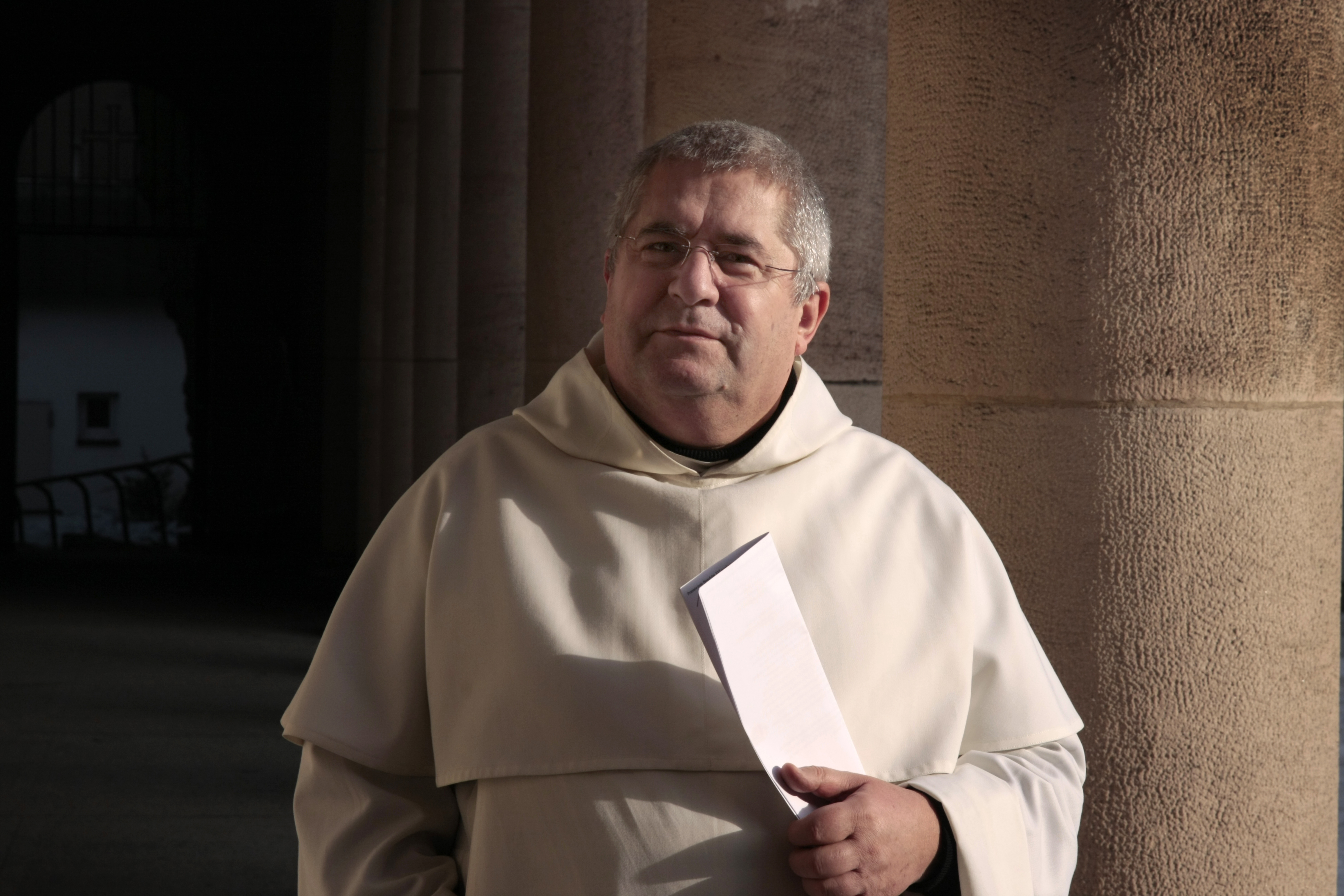
Jan Góra OP – twórca Spotkań Lednickich

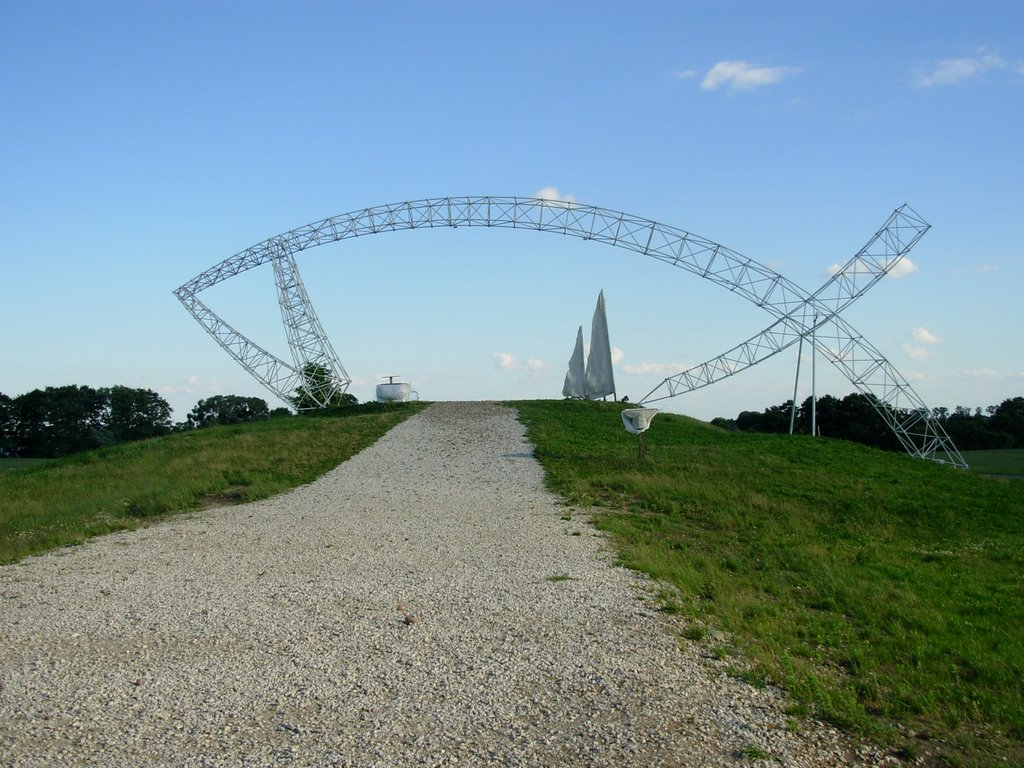
Brama – Ryba

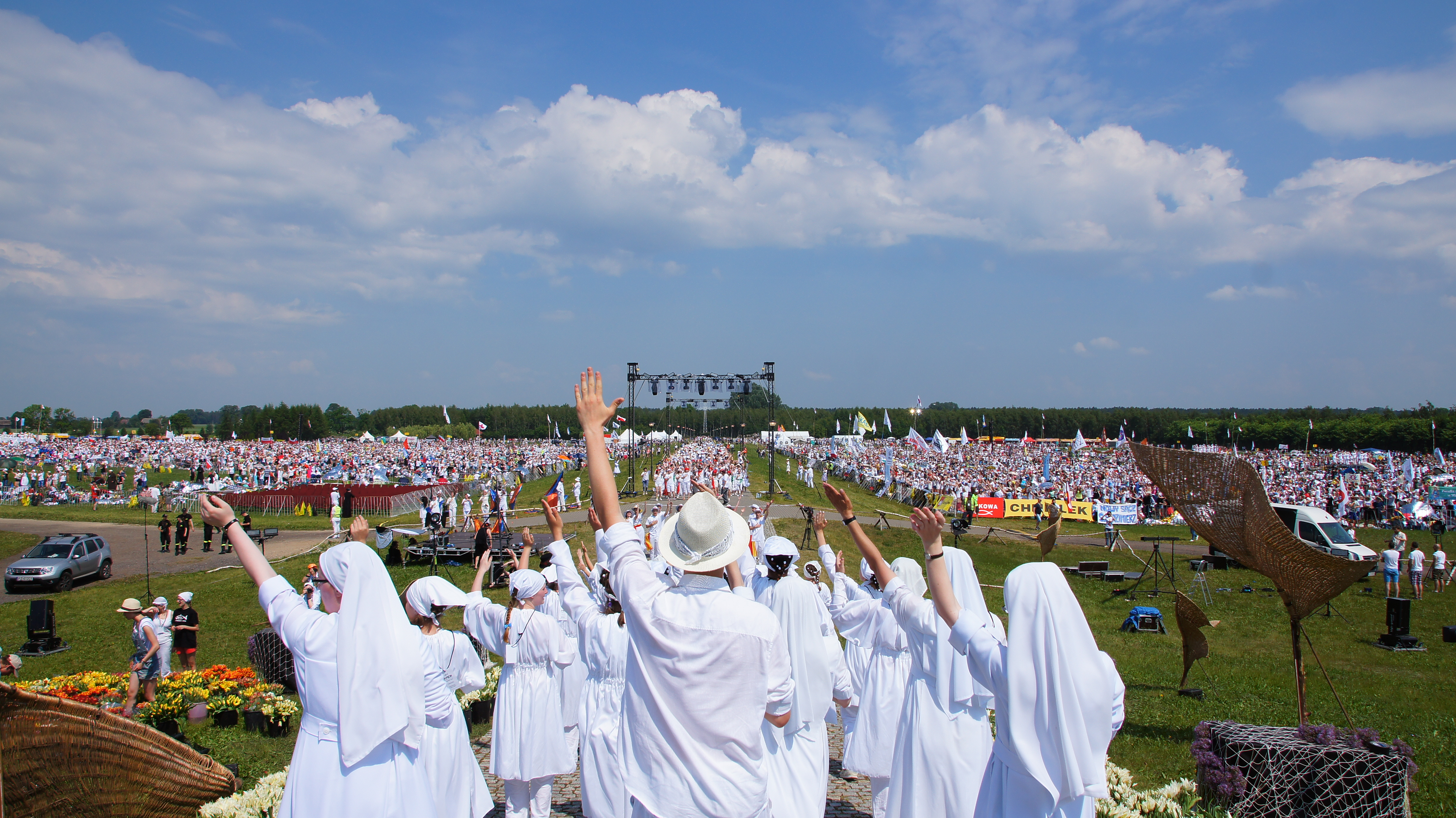
XX Spotkanie Młodych LEDNICA 2000 6 czerwca 2016

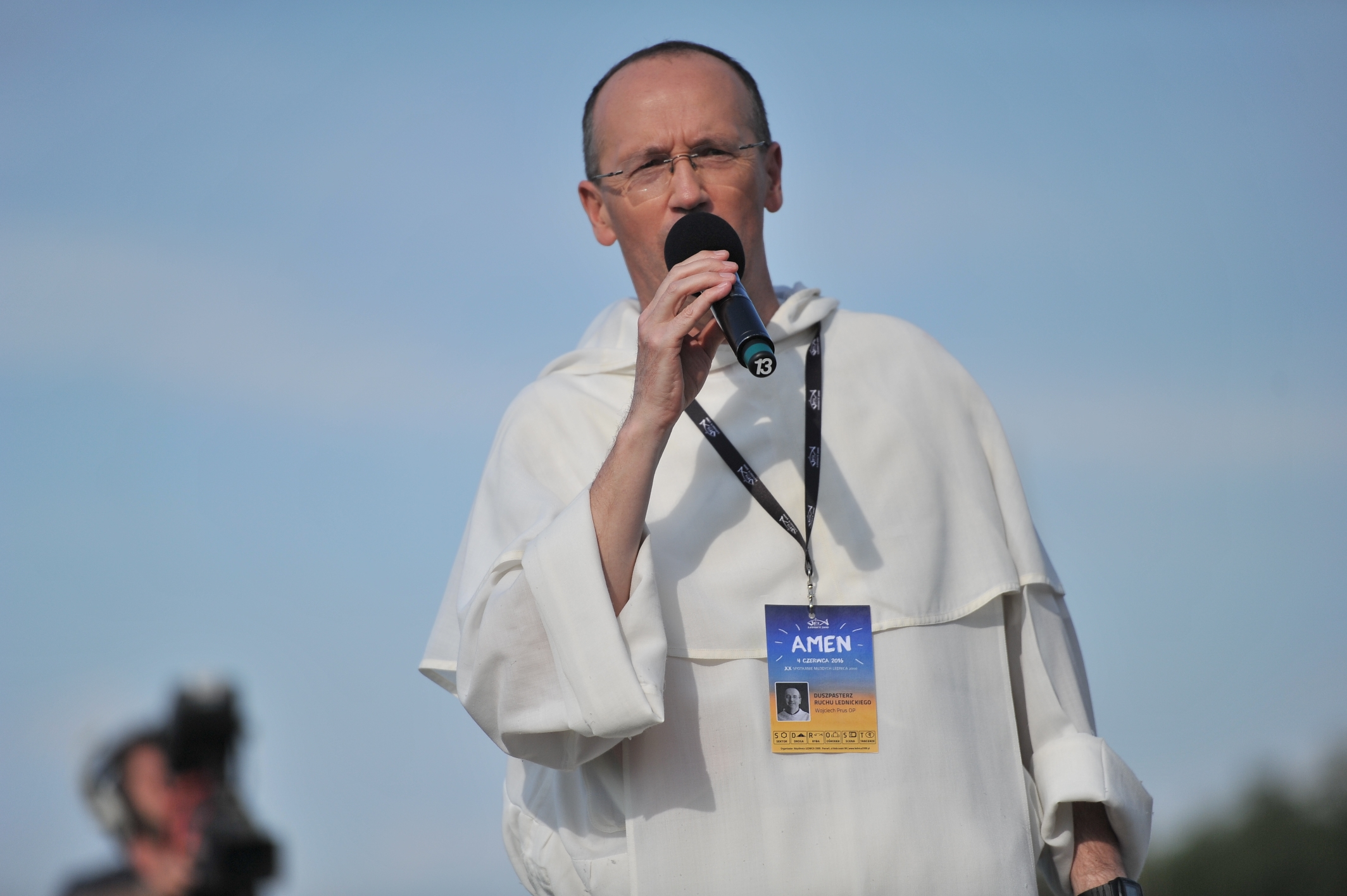
Wojciech Prus OP – były duszpasterz Spotkań Lednickich

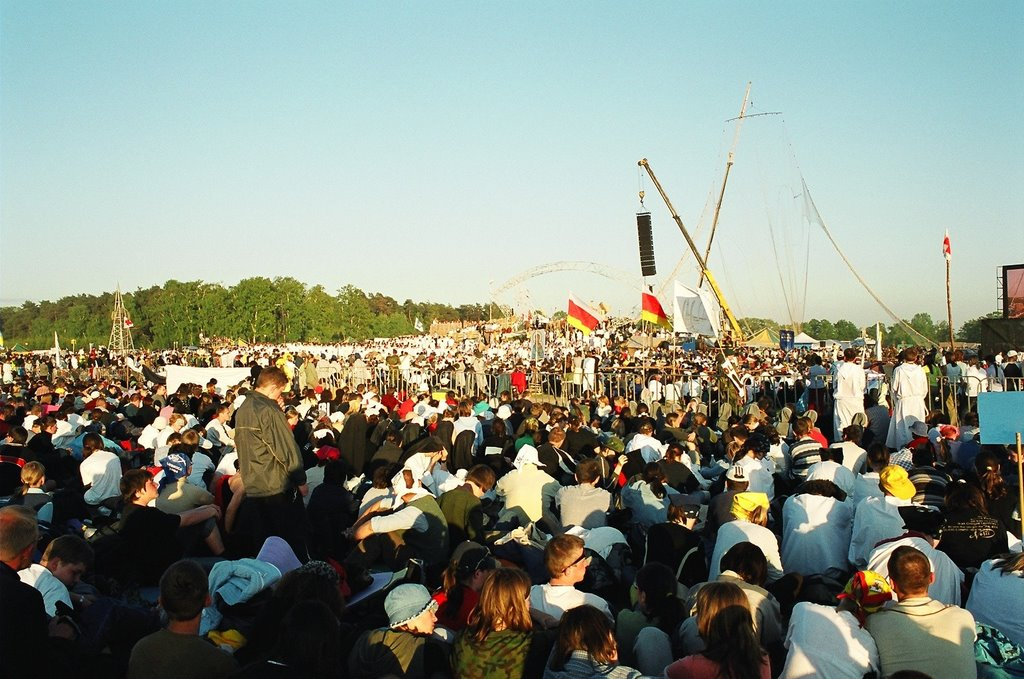
VIII Ogólnopolskie Spotkanie Młodzieży – Lednica 2004

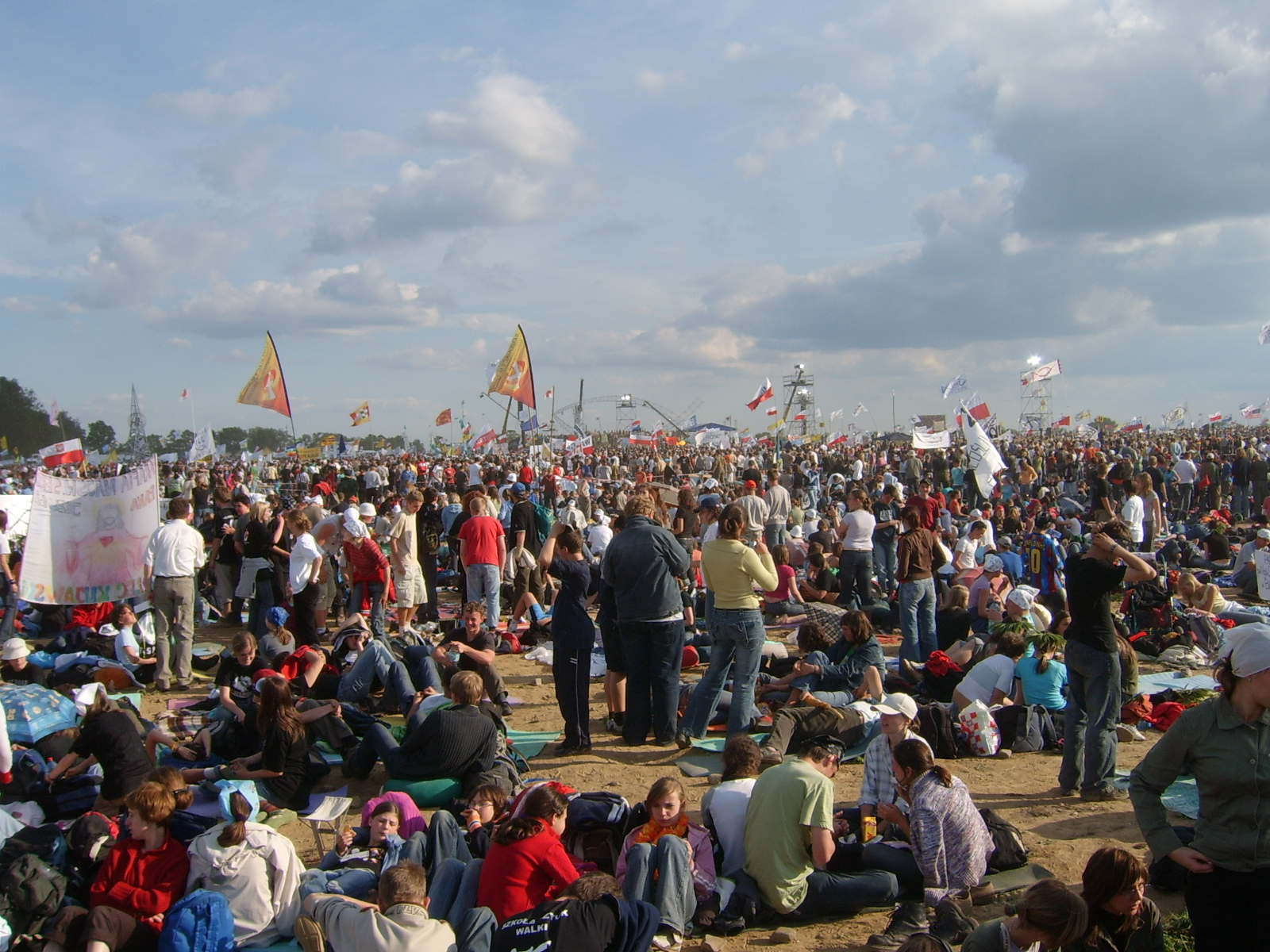
Ogólnopolskie Spotkanie Młodzieży – 2006 (w tle Lednicka Ryba)

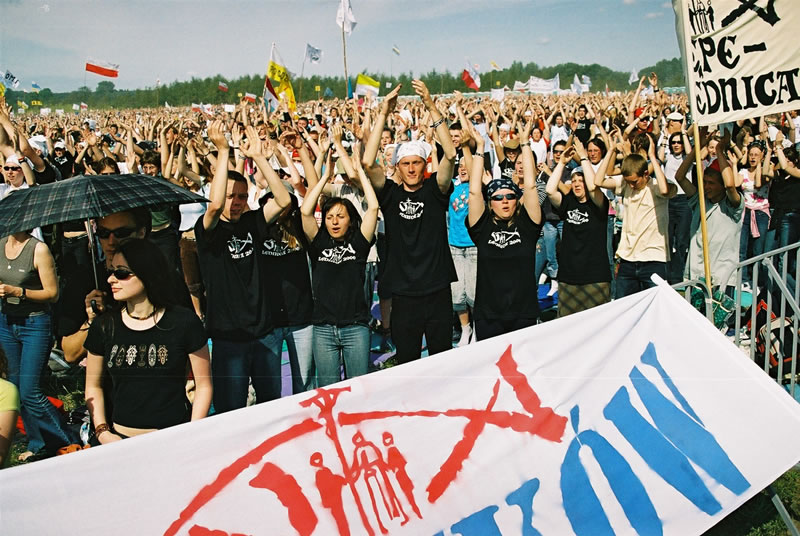
Bawiąca się i jednocześnie modląca młodzież, podczas jednego ze słynnych „Tańców Lednickich” w czasie spotkania 3 czerwca 2006

Ogólnopolskie Spotkanie Młodych LEDNICA 2000 (pot. „Lednica”) – największe w Polsce coroczne spotkanie katolickiej młodzieży z Polski i zagranicy. Pomysłodawcą i pierwszym duszpasterzem lednickich spotkań był Jan Góra OP. Obecnie duszpasterzem spotkań jest Tomasz Nowak OP.
Miejscem spotkania są Pola Lednickie, które od 1 stycznia 2013 roku są odrębną miejscowością. Pola Lednickie leżą nad jeziorem Lednica, nieopodal trasy z Poznania do Gniezna. Miejsce to wybrano, ponieważ według części przekazów historycznych, na Ostrowie Lednickim miał miejsce chrzest Polski. Spotkania odbywają się regularnie od 1997 roku; początkowo w wigilię Zesłania Ducha Świętego, a od 2005 roku – w pierwszą sobotę czerwca. Każde z nich ma swoje hasło, które wyznacza punkty programu.
Na Polach Lednickich znajdują się: Brama Ryba, zwana Bramą Trzeciego Tysiąclecia, oraz Dom Świętego Jana Pawła II (gdzie znajduje się Muzeum św. Jana Pawła II). Lednica co roku gromadzi tysiące młodych ludzi. Przez kilka lat wręczane były też specjalne stypendia lednickie za szczególne osiągnięcia dla młodych ludzi lub jako pomoc w rozwoju ich talentów.

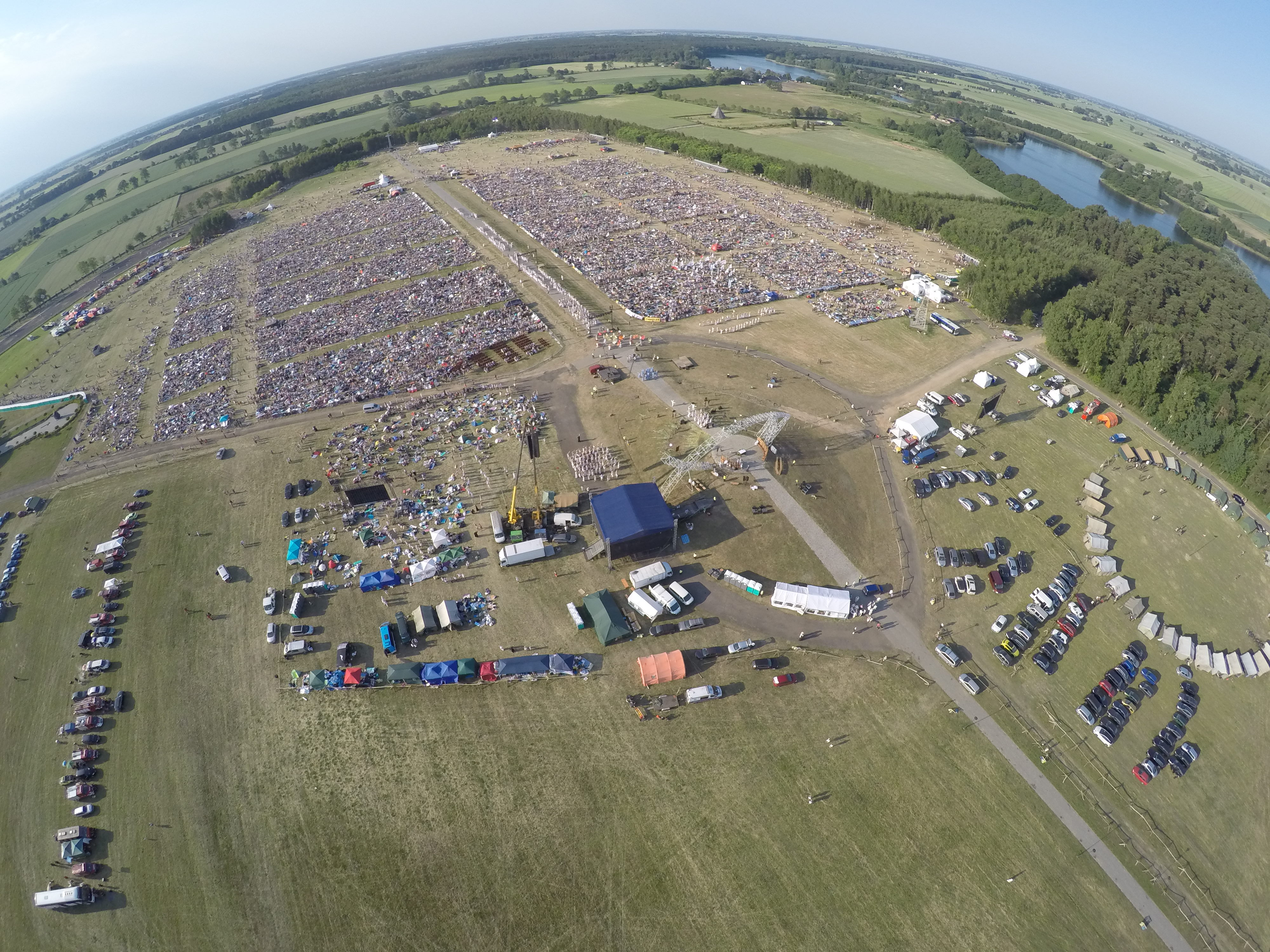
Tysiące młodych ludzi co roku spotykają się na Polach Lednickich

Wspólnota LEDNICA 2000 działa w Poznaniu, przy klasztorze oo. Dominikanów.
W 1997 roku, podczas pierwszego spotkania młodych nad Polami Lednickimi przeleciał w helikopterze papież Jan Paweł II, który udawał się z Gorzowa do Gniezna. Ojciec Święty nigdy jednak nie wziął udziału w spotkaniu na Polach Lednickich, zatrzymał się jedynie nad Bramą Rybą, pobłogosławił młodym, a następnie zniżył się i jako pierwszy przekroczył ją, wprowadzając młodzież w III Tysiąclecie. 
W 2025 roku podczas XXIX spotkania Młodych organizowanego na Polach Lednickich, około godziny 20:00 przed Mszą Świętą z powodu negatywnych prognoz meteorologicznych organizatorzy spotkania zarządzili ewakuację. To pierwszy tego typu przypadek w wieloletniej historii wydarzenia. Według organizatorów, w tej edycji Lednicy brało udział około 21 tys. osób.

## Przebieg spotkania
Młodzi ludzie od rana zbierają się na Polach Lednickich. Zanim rozpoczną się uroczystości, odbywają się próby chóru a także nauka tańców, istnieje też możliwość przystaienia do spowiedzi. Po południu odmawiana jest Koronka do Miłosierdzia Bożego, w uroczystej procesji zostają wprowadzone m.in. relikwie św. Wojciecha, św. pierwszych męczenników, błogosławionych, św. Stanisława, św. siostry Faustyny, św. Jana Pawła II, ikona Chrystusa Przemienionego, a następnie odbywają się nabożeństwa (zależnie od tematu spotkania). Wieczorem odprawiana jest Msza Święta, którą koncelebrują biskupi i księża pod przewodnictwem Prymasa Polski lub metropolity poznańskiego, transmitowane lub odczytywane jest specjalne przesłanie papieża. Każdy uczestnik otrzymuje śpiewnik, świeczkę i symbole lednickie nawiązujące do tematu spotkania.
W nocy odbywa się nabożeństwo połączone z aktem wyboru Chrystusa jako Pana i Zbawiciela, którego kulminacją jest adoracja Najświętszego Sakramentu. Po błogosławieństwie wszyscy uczestnicy przechodzą przez Bramę Rybę, symbolicznie potwierdzając wybór.

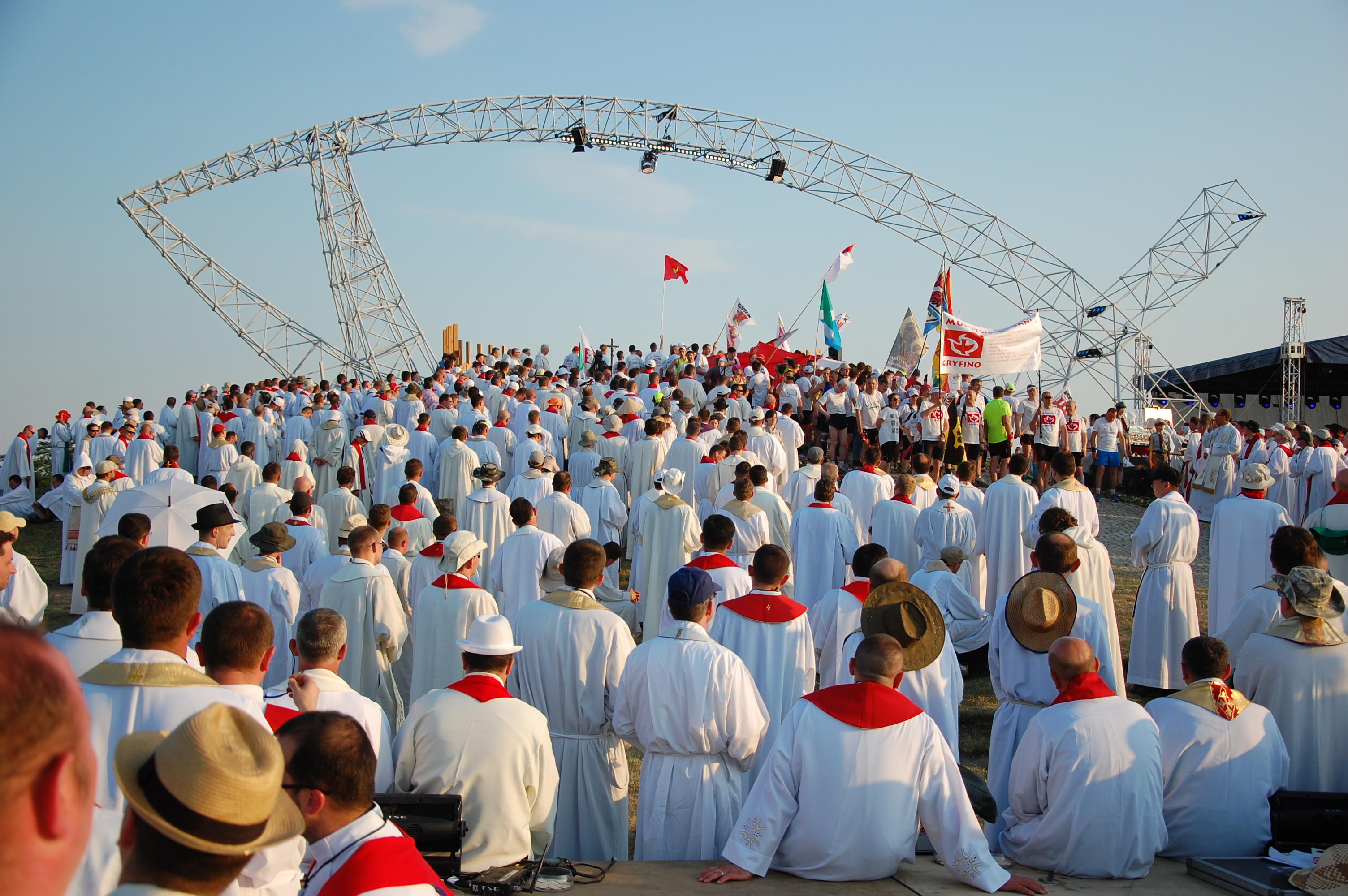
Koncelebra Mszy Świętej pod przewodnictwem Prymasa Polski

Nieodłącznym elementem Spotkań Lednickich są wielogłosowe śpiewy lednickie, prowadzone przez Scholę Lednicką i Siewców Lednicy, oraz tańce wszystkich uczestników pod kierunkiem lednickich wodzirejów.

## Historia Spotkań Młodych[5]
| Rok  | Data       | Liczba uczestników                 | Hasło                                | Symbol-pamiątka |
| ---- | ---------- | ---------------------------------- | ------------------------------------ | --- |
| 1997 | 2 czerwca  | 20 tys.                            | Trzeba iść                           | namaszczenie pachnącym olejkiem z Ziemi Świętej |
| 1998 | 30 maja    | 40 tys.                            | Nigdy sami                           | woreczek z solą |
| 1999 | 4 czerwca  | 70 tys.                            | Zobaczyć cel                         | lednickie pierścienie, chleb i woreczek z ziemią |
| 2000 | 10 czerwca | 70 tys.                            | Wybierz Chrystusa!                   | małe tabliczki z wyrytymi na nich literami hebrajskimi oznaczającymi Dziesięć Przykazań, ewangelia świętego Łukasza z dedykacją od Jana Pawła II, replika najstarszego krzyżyka znalezionego na ziemiach polskich                                                           |
| 2001 | 2 czerwca  | 80 tys.                            | Musisz tam być, aby dać się zapisać! | piernik, różaniec |
| 2002 | 18 maja    | 100 tys.                           | Wesele w Kanie Galilejskiej          | małe wiosełka, ampułki z winem, medaliki z wizerunkiem Matki Bożej Jamneńskiej |
| 2003 | 7 czerwca  | 130 tys.                           | Nabożeństwo talentów                 | symboliczne monety – talenty |
| 2004 | 29 maja    | 160 tys.                           | Daj się złowić w sieć Miłości!       | pierścień lednicki |
| 2005 | 4 czerwca  | 120 tys.                           | Spotkajmy się u źródła!              | woda z Jeziora Lednica, bransoletki z napisem L.E.D.N.I.C.A, rozwijanym jako: Ludzie Ewangelii Daleko Nieście Imię Chrystusa Amen |
| 2006 | 3 czerwca  | 70 tys.                            | Chrystus drogą!                      | drewniany krzyż z greckim napisem „Jezus Chrystus Syn Boga Zbawiciel”, i karta z modlitwą do Anioła Stróża |
| 2007 | 2 czerwca  | 100 tys.                           | Poślij nas!                          | chlebek i chustka zaprojektowana na wzór tej, której używał Jan Paweł II w trakcie swej choroby |
| 2008 | 7 czerwca  | 70 tys.                            | Nazwałem Was Przyjaciółmi!           | dwie rybki (jedna dla uczestników, druga do podarowania przyjacielowi) |
| 2009 | 6 czerwca  | 97 tys.                            | Rozpoznaj czas!                      | brewiarz Lednicka Liturgia Czasu, butelki z wodą święconą z Jeziora Lednica, krzyżyk świętego Damiana wraz z rzemykami |
| 2010 | 5 czerwca  | 80 tys.                            | Kobieta – dar i tajemnica            | słoik miodu, książka Eros et iuventus! Wandy Półtawskiej, medalik |
| 2011 | 4 czerwca  | 80 tys.                            | JPII – liczy się świętość!           | kamień z wizerunkiem ryby, klucz ze słowami „Otwórzcie drzwi Chrystusowi” |
| 2012 | 2 czerwca  | 80 tys.                            | Miłość Cię znajdzie!                 | Dzienniczek świętej siostry Faustyny, książka ks. Józefa Orchowskiego Święta Siostra Faustyna i Boże Miłosierdzie |
| 2013 | 1 czerwca  | 80 tys.                            | W imię Ojca                          | łyżeczka z wygrawerowanym zdaniem z Ewangelii „Karmisz nas do syta”, książka ks. Zbigniewa Suchego Poznajcie mnie – święty Andrzej Bobola, dla kapłanów czerwona stuła z logo Lednicy i medal lednicki autorstwa prof. Józefa Stasińskiego, dla sióstr zakonnych chusteczka |
| 2014 | 7 czerwca  | 70 tys.                            | W imię Syna                          | pierścień „W Tobie mam upodobanie”, lednicki dowód osobisty, banknot wdzięczności |
| 2015 | 6 czerwca  | 75 tys.                            | W imię Ducha Świętego                | kadzidło, krzyżyk Ducha Świętego |
| 2016 | 4 czerwca  | 80 tys.                            | Amen                                 | kieszonkowe Pismo Święte, krzyżyk z rękopisem Ojca Jana Góry „Amen”, świeca, dla księży wino z winnic małopolskich i trzy hostie |
| 2017 | 3 czerwca  | 90 tys.                            | Idź i kochaj!                        | różaniec, świeca, 2 kartonowe puzzle w ramce, puzzel metalowy; dla księży ryngraf z Matką Bożą Niezawodnej Nadziei z Jamnej, dla sióstr zakonnych biała chusta z wizerunkiem Matki Bożej Jamneńskiej                                                                        |
| 2018 | 2 czerwca  | 100 tys.                           | Jestem                               | zwierciadło Prawdziwego Spojrzenia, Flaga Polski, Świeca, butelki z wodą; dla księży szata mandatum; |
| 2019 | 1 czerwca  | 60 tys.                            | Wiesz, że Cię kocham                 | Pieczęć z napisem „Wiesz, że Cię kocham”, „Poznaj moje serce” – lednicka droga do spowiedzi; dla księży stuła; dla sióstr kaganki |
| 2020 | 6 czerwca  | 130 tys. Spotkanie on-line         | Cały Twój #Lednicawdomu              | Metalowy szkaplerz z odzwierciedleniem Matki Boskiej Lednickiej, na tyle napis „Cały Twój” |
| 2021 | 5 czerwca  | Z powodu pandemiispotkanie on-line | Usłysz                               | skrzydełka lednickie, linijka |
| 2022 | 4 czerwca  | 20 tys.                            | Na krańce świata                     | Różaniec z lednickim krzyżem i rybką |
| 2023 | 3 czerwca  | 20 tys.                            | Idź za Barankiem                     | Baranek leżący na księdze zapieczętowanej na 7 pieczęci |
| 2024 | 1 czerwca  | 20 tys.                            | Wracaj do domu                       | Część puzzla z napisem "Wracaj do domu", Świeca |
| 2025 | 7 czerwca  | 21 tys.                            | Zawsze w górę                        | Karabinek wspinaczkowy |
| 2026 | 6 czerwca  |                                    |                                      | |

## Inne Spotkania

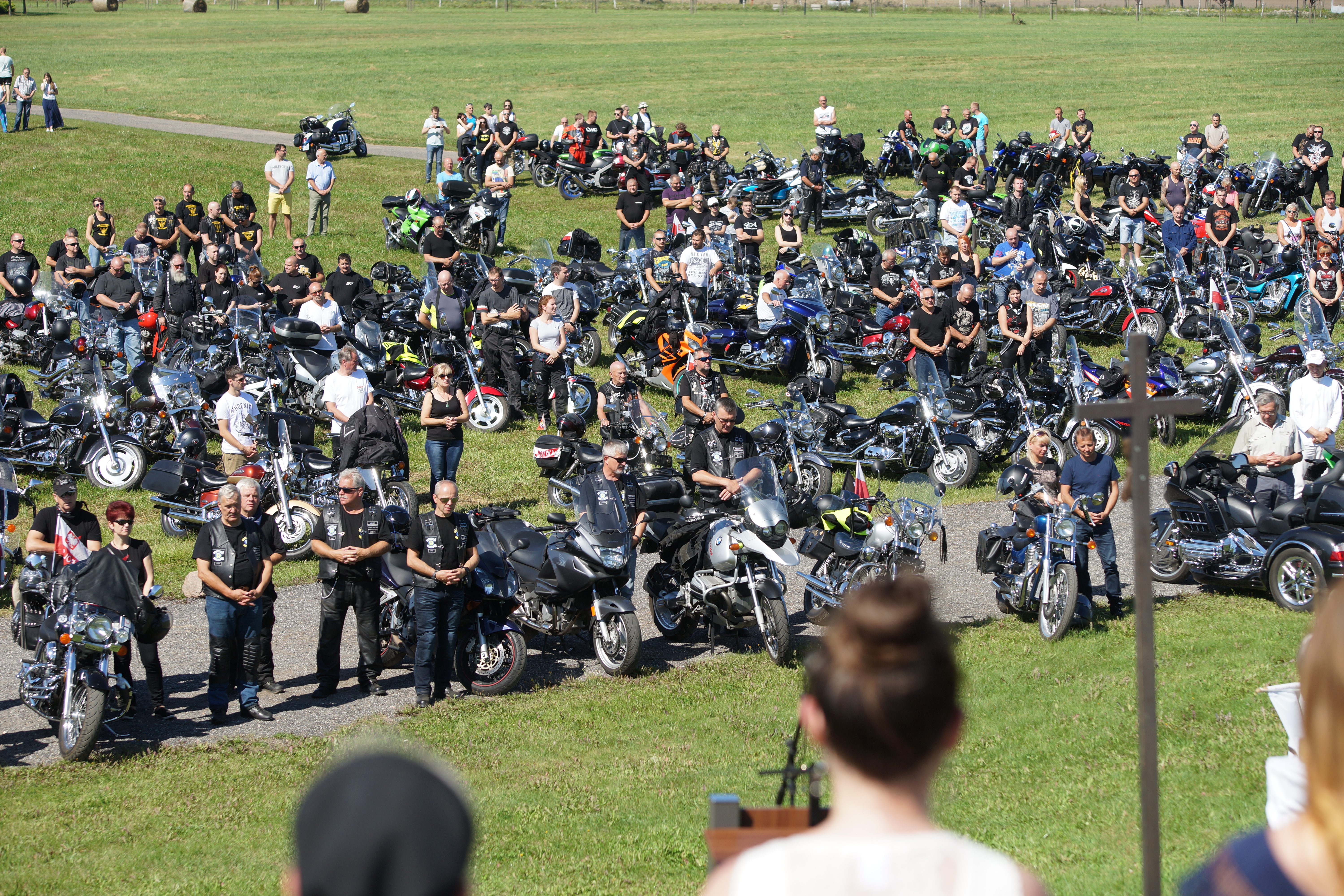
Lednica Motocyklisty 2016

Lednica Dziecka – tydzień po Spotkaniu Młodych organizowane jest mniejsze Spotkanie dla rodzin z dziećmi, pod tym samym hasłem. W programie zawsze jest Msza Święta, śpiewy i tańce lednickie, przedstawienia dla dzieci, a także procesje i przejście uczestników przez Bramę Trzeciego Tysiąclecia. Początkowo nazywała się Lednicą Malucha.
Lednica Motocyklisty – w ostatnią sobotę sierpnia na Polach Lednickich odbywa się spotkanie motocyklistów i kierowców. Odprawiana jest Msza Święta, potem następuje akt wyboru Chrystusa, poświęcenie pojazdów oraz grupowy przejazd przez Bramę Trzeciego Tysiąclecia.

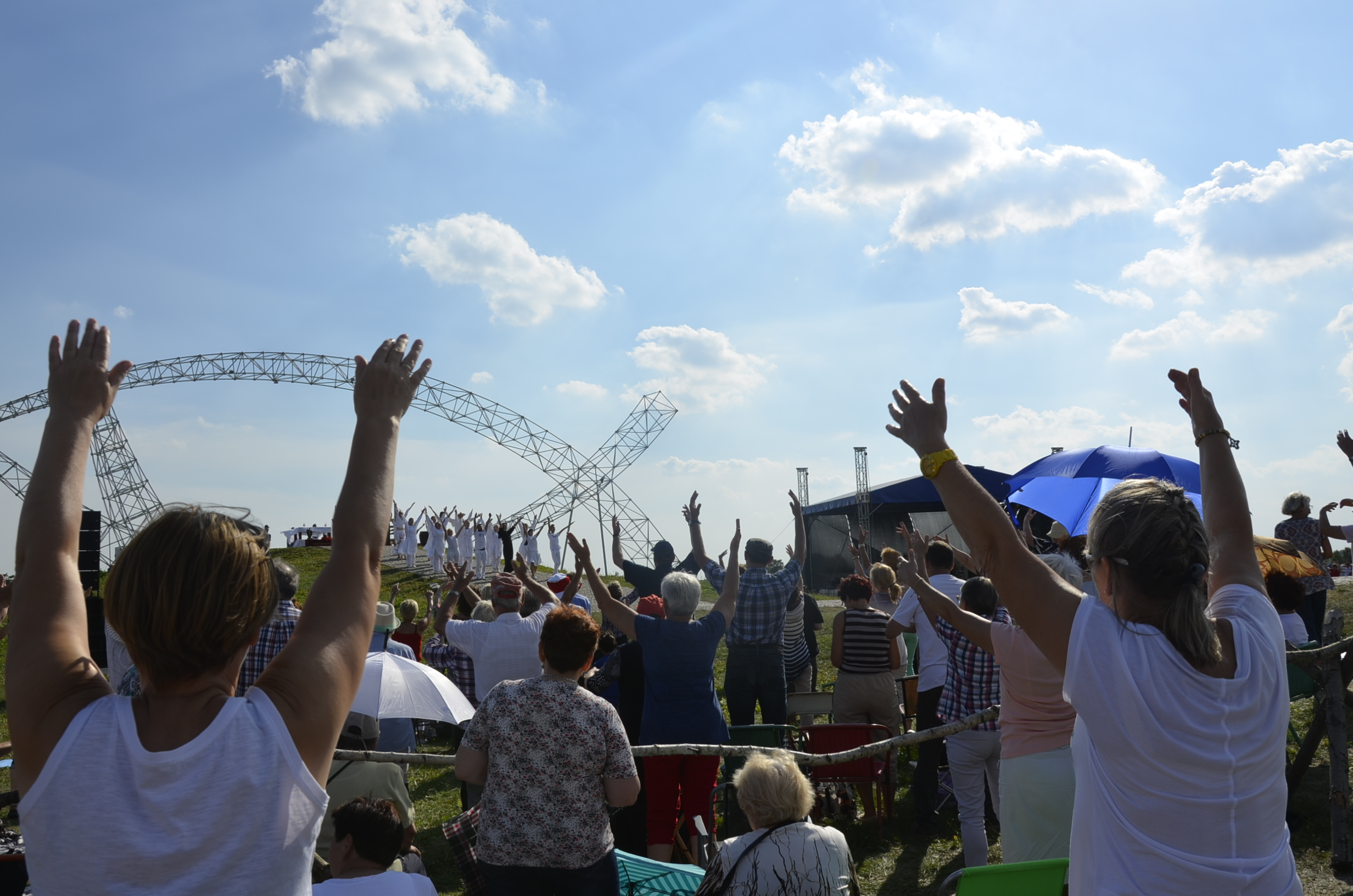
Lednica Seniora 2016

Lednica Seniora – w pierwszą sobotę września na Polach Lednickich organizowane jest spotkanie dla seniorów. Następują nabożeństwa, Msza Święta, adoracja Najświętszego Sakramentu, wybór Chrystusa i przejście przez Bramę Rybę.

## Wspólnota LEDNICA 2000
LEDNICA 2000 to także Wspólnota, która działa przy poznańskim klasztorze oo. Dominikanów. Program formacyjno-edukacyjny Wspólnoty powstał na podstawie ośmiu przemówień, które św. Jan Paweł II kierował do młodzieży gromadzącej się na Polach Lednickich w latach 1997–2004. W ciągu roku Wspólnota spotyka się na spotkaniach formacyjnych, weekendach wspólnotowych, niedzielnych Mszach Świętych o godzinie 16:00, tworzy wyspecjalizowane grupy organizacyjne, np. Schola, Promocja, Program, przygotowujące coroczne Spotkanie. Na majówkę, wakacje, na Sylwestra Wspólnota wyjeżdża do Sanktuarium Matki Bożej Niezawodnej Nadziei na Jamnej (inicjatorem jego powstania był również o. Jan Góra).
Ludzie Lednicy to także służby, które działają na zasadzie wolontariatu. Przed Spotkaniem na Polach Lednickich budowana jest cała infrastruktura, w dniu Spotkania działa Ochrona, Służby medyczne, Informacja, Tancerze, Ewangelizatorzy, Anioły Porządku, Biuro Prasowe. W zapewnieniu bezpieczeństwa pomagają harcerze i służby mundurowe.